# Соликамск
Соликамск (рус. Соликамск) град је у Русији у Пермском крају. Према попису становништва из 2010. у граду је живело 97.239 становника.

## Становништво
Према прелиминарним подацима са пописа, у граду је 2010. живело 97.239 становника, 5.292 (5,16%) мање него 2002.
| 1939.  | 1959.  | 1970.  | 1979.   | 1989.   | 2002.   | 2010.  |
| ------ | ------ | ------ | ------- | ------- | ------- | ------ |
| 38.071 | 82.874 | 88.595 | 101.158 | 110.098 | 102.531 | 97.384 |